# Eversholt
Eversholt är en ort och civil parish i Storbritannien.   Den ligger i kommunen Central Bedfordshire i riksdelen England, i den södra delen av landet, 60 km nordväst om huvudstaden London. Eversholt ligger 105 meter över havet och antalet invånare är 420.
Terrängen runt Eversholt är platt. Runt Eversholt är det tätbefolkat, med 493 invånare per kvadratkilometer. Närmaste större samhälle är Luton, 15,4 km sydost om Eversholt. Trakten runt Eversholt består till största delen av jordbruksmark.